# Botany Bay (Band)
Botany Bay war eine im Jahre 1995 gegründete deutsche Band. Sie bestand aus vier Bandmitgliedern, es gab jedoch seit Bestehen mehrere Wechsel in der Besetzung und die Band wurde bei vielen Konzerten durch Gastmusiker und -chöre ergänzt. Als musikalische Einflüsse auf ihre Musik bezeichnen sie Bands wie beispielsweise Pink Floyd, Coldplay und Massive Attack. Die Band veröffentlicht ihre Musik unter Creative-Commons-Lizenzen und ist ein wichtiger Bestandteil der freien Musikszene.

## Geschichte
Im Sommer 1995 gründete Stephan Kleinert die Band Botany Bay als Nebenprojekt der Gruppe Ubik Paint, bei der er zu dieser Zeit Keyboard spielte und produzierte. Mit Botany Bay wollte er mehr seine eigene Vorstellung von Musik verwirklichen. In dieser Anfangszeit bestand Botany Bay nur aus Kleinert, der fast alle Instrumente selbst spielte, und einer Leadsängerin, mit der er bereits seit 1992 zusammen Musik gemacht und auch vier Lieder aufgenommen hatte. Als diese sich aber durch den Einfluss von Scientology immer mehr verändert hatte, brach der Kontakt zwischen den beiden ab.
Im Jahr darauf wurde durch eine Anzeige in einer lokalen Zeitung mit Katrin Schmidt ein Ersatz für den Leadgesang gefunden. In dieser neuen Besetzung nahmen sie die vier bereits aufgenommenen Lieder und weitere neu auf. Aus dieser Sammlung an Aufnahmen heraus entwickelte sich langsam ein Konzeptalbum, das im Sommer 1997 unter dem Titel Tales of the Bitter Seed bei Ubisonic veröffentlicht wurde. Das Album ist eine Mischung aus tiefer gehenden Popsongs, klassischen Arrangements und Elementen aus Dark Wave und elektronischer Musik, die alle thematisch und musikalisch aufeinander abgestimmt waren. Die Stücke setzten sich stark mit psychischer Abhängigkeit, Religion, Sekten und dem menschlichen Bedürfnis, an etwas zu glauben, auseinander und war damit auch ein Manifest gegen Scientology. Es kamen auch eher ungewöhnliche Instrumente wie Harmonium und Melodica zum Einsatz.
Unzufrieden mit dem geringen Erfolg des Albums verbrachte Kleinert die folgenden Jahre mit Aufnahmen mit Ubik Paint. Als er 1998 die Sängerin Laura Dietrich kennenlernte und mit ihr einige Demos aufgenommen hatte, schwebte die Idee zu einem zweiten Botany-Bay-Album im Raum, doch dafür war keine Zeit, da Ubik Paint noch immer sein Hauptprojekt war.
2003 begann er damit, unter dem Arbeitstitel „Sweetness of being yourself“ Lieder für ein zweites Album zu schreiben. Als neue Bandmitglieder wurden Ana Kovatcheva (Gitarre, Bass und Hintergrundgesang) und Alexander Henn (Leadgesang) gefunden.
Im September 2005 kehrte Laura Dietrich als Leadsängerin zur Band zurück. Sie war in dieser Zeit allerdings in Berlin, während Kleinert in Heidelberg lebte, somit gab es kaum Möglichkeiten zu gemeinsamen Aufnahmen. Dennoch veröffentlichten sie schon bald neue Lieder. Als neues Bandmitglied kam außerdem Reinhard Mayr als Bassist und Gitarrist hinzu. Im November 2006 wurde zu dem Lied Feel ihr erstes Video veröffentlicht. Im Mai 2007 schließlich wurde das Album Grounded nach fünf Jahren Arbeit fertiggestellt. Um die Zeit bis zur offiziellen Veröffentlichung zu verkürzen, nahmen sie noch eine Single auf, Voices, die im August 2007 zusammen mit einem Videoclip veröffentlicht wurde. Voices war das erste Duett von Kleinert und Dietrich. Das Album wurde schließlich am 6. Oktober 2007 veröffentlicht und bis Juli 2009 mehr als 20.000 Mal von Jamendo und archive.org heruntergeladen. Bereits 2008 begannen sie wieder neue Lieder aufzunehmen und noch im selben Jahr wurden die beiden Singles Inhale und The Real World veröffentlicht.
2009 wurde die EP I'll Send a Postcard When I'm There veröffentlicht, die außer Inhale, Voices und The Real World auch zwei neue Lieder und einen Remix des Titels Moon Child vom Album Grounded beinhaltet. Im März 2009 startete Botany Bay eine Livetour im Raum Köln/Bonn/Aachen. Für diese Live-Auftritte kam im Juli 2009 Wolfgang Springob als Gitarrist zur Band hinzu. Im Dezember 2009 verließ Laura Dietrich die Band, und Kleinert arbeitete mit Springob und einigen neuen Gastmusikern weiter an den schon aufgenommenen Titeln für das geplante dritte Album. Dieses wurde schließlich im März 2010 unter dem Titel Stupid Summer Dreams veröffentlicht und spiegelt in vielen Songs die Probleme, die sich zwischen Dietrich und Kleinert entwickelt hatten.
Im Mai 2010 wurde mit Stefanie Mühr eine neue Leadsängerin vorgestellt; zur gleichen Zeit wurde eine neue Single, How Much Can You Take, veröffentlicht. Der Titel auf der B-Seite der Single, Oh, Robbie, ist eine ungeschnittene Live-Demo. Das Stück wurde im Casting für die neue Leadsängerin verwendet, und die Aufnahme stammt aus diesem Casting, nur eine halbe Stunde nachdem Mühr die Klavierbegleitung dazu zum ersten Mal gehört hatte.
Im Jahre 2011 wurde unter dem Titel No Excuse erneut eine EP veröffentlicht, 2012 folgten die Singles Fly und Some Moments.
Fly war auch Botany Bays Beitrag zum „Free! Music! Contest“ 2012 der Musikpiraten, auf deren am 27. August 2012 veröffentlichten „Free! Music! Sampler“ Freedom & Free Beer der Song Piracy von Botany Bay aufgenommen wurde.

## Diskografie
- 2007: Grounded (Album)
- 2009: I’ll Send a Postcard When I’m There (EP)
- 2010: Stupid Summer Dreams (Album)
- 2011: No Excuse (EP)
- 2012: Fly (Single)
- 2012: Some Moments (Single)
- 2012: Piracy als Teil des Free! Music! Samplers Freedom & Free Beer